# Hasarius roeweri
Hasarius roeweri là một loài nhện trong họ Salticidae.
Loài này thuộc chi Hasarius. Hasarius roeweri được Roger de Lessert miêu tả năm 1925.